# Werner Mummert
Werner Mummert (Lüttewitz, 31 de Março de 1897 - Ssuja, 28 de Fevereiro de 1950) foi um general alemão durante a Segunda Guerra Mundial.

## História
Werner Mummert entrou para o Exército como voluntário em 1914. Foi um Leutnant da Reserva em 1916, sendo ativado no serviço em 1917, deixando o serviço ativo e o Exército em 1918, retornando somente em 1936.
Com o início da Segunda Guerra Mundial, ele comandou o Aufkl.Abt. 4. Foi promovido para Oberstleutnant da Reserva em 18 de Setembro de 1942, Oberst da Reserva em 1 de Fevereiro de 1944 e Generalmajor da Reserva em 1 de Fevereiro do ano seguinte.
Durante este período, comandou o Pz.Au1kl.Abt. 14, Pz.Gr.Rgt. 103 (28 de Janeiro de 1944), após a Divisão Panzer Müncheberg (Janeiro de 1945).
Foi feito prisioneiro pelos Soviéticos, vindo a falecer no campo de prisioneiros de Ssuja em 28 de Fevereiro de 1950.

## Condecorações
Foi condecorado com a Cruz de Cavaleiro da Cruz de Ferro (17 de Agosto de 1942), com Folhas de Carvalho (28 de Março de 1944, n°429) e Espadas (23 de Outubro de 1944, n°107) e a Cruz Germânica em Ouro (11 de Janeiro de 1942).